# Embrace Innovations
Embrace Innovations — компания с главным офисом в Бангалоре, организация социального предпринимательства, производитель детских инкубаторов собственной разработки. Embrace Innovations — коммерческая организация, продающая продукцию клиникам, которые могут её оплатить. Процент с каждой продажи идет в некоммерческое подразделение фирмы, Embrace, которая снабжает инкубаторами клиники в странах третьего мира.

## История
В 2008 году команда студентов из Стэнфордского университета получила задание разработать недорогой и простой в использовании детский инкубатор. Получившийся проект мог работать без электричества и стоил в 100 раз меньше, чем уже существующие модели. Разработчики, Джейн Чен, Линус Лиан, Рахул Паникер и Нагананд Мурти организовали некоммерческую компанию Embrace. В 2012 году компания перешла на гибридную структуру ведения бизнеса, открыв коммерческое подразделение Embrace Innovations. К нему отошли вопросы дизайна, производства и распространения продукции, при этом патент на инкубатор остаётся в собственности Embrace, в которую перечисляется процент с каждой продажи Embrace Innovations. Те, в свою очередь, сотрудничая с неправительственными организациями в бедных районах стран третьего мира, обеспечивают своими инкубаторами местные клиники.
В 2013 году основатели и руководители Embrace Innovations Джейн Чен и Рахул Паникер были включены фондом Шваба в число лучших социальных предпринимателей года, Чен также вошла в список 30 главных социальных предпринимателей мира по версии Forbes.